# Lista de bandeiras da Eritreia
Esta é uma lista de bandeiras usadas na Eritreia.

## Bandeira nacional
| Bandeira | Data          | Uso                                      | Descrição |
| -------- | ------------- | ---------------------------------------- | --- |
|          | 1995–Presente | Bandeira e insígnia nacional da Eritreia | Um triângulo isósceles vermelho baseado no lado do içamento apontado para o lado da mosca e então dividido em dois triângulos retângulos: o triângulo superior é verde e o triângulo inferior é azul com um emblema (1952–1995) em ouro (um ramo de oliveira vertical circundado por uma coroa de oliveiras) centralizado no lado do içamento do triângulo. |

## Bandeira governamental
| Bandeira | Data          | Uso                                | Descrição |
| -------- | ------------- | ---------------------------------- | --- |
|          | 1995–Presente | Estandarte do presidente do estado | Um triângulo isósceles vermelho baseado no lado do içamento apontado para o lado da mosca e então dividido em dois triângulos retângulos: o triângulo superior é verde e o triângulo inferior é azul com o Emblema da Eritreia centrado no lado do içamento do triângulo. |

## Bandeiras de grupos étnicos
| Bandeira | Data        | Uso                                     | Descrição                                                                                                |
| -------- | ----------- | --------------------------------------- | --- |
|          | ? -presente | Bandeira dos cumanas (usada pelo DMLEK) | Uma bandeira tricolor horizontal de preto, vermelho e branco com uma flor na faixa branca.               |
|          | ? -presente | Bandeira do sahos (usada pelo SPDM)     | Uma bandeira tricolor horizontal de preto (acima), branco e preto com uma estrela de 5 pontas no cantão. |

## Bandeiras históricas
| Bandeira | Data      | Uso                                                                    | Descrição |
| -------- | --------- | ---------------------------------------------------------------------- | --- |
|          | 1270-1853 | Bandeira do Império Etíope                                             | Uma tricolor horizontal de Amarelo, Vermelho e Verde. |
|          | 1530-1543 | Bandeira do Sultanato de Adal                                          | Uma tricolor vertical de branco, vermelho e branco com uma lua crescente em cada faixa. |
|          | 1557–1793 | Bandeira do Império Otomano                                            | Campo vermelho com um disco verde no centro e 3 moças douradas dentro do disco. |
|          | 1793–1844 | Bandeira do Império Otomano                                            | Um Campo Vermelho com uma lua crescente branca e uma estrela de oito pontas. |
|          | 1793–1844 | Bandeira do Egito Otomano                                              | Bandeira vermelha com um crescente branco contendo uma estrela branca de sete pontas. |
|          | 1844–1882 | Bandeira do Império Otomano                                            | Um campo vermelho com uma lua crescente branca e uma estrela de cinco pontas. |
|          | 1844-1867 | Bandeira do Egito Otomano introduzido pelo Maomé Ali                   | Uma bandeira vermelha com um crescente branco contendo uma estrela branca de cinco pontas. |
|          | 1867–1881 | Bandeira do Quedivato do Egito                                         | Uma bandeira vermelha com um crescente branco, contendo três estrelas brancas de cinco pontas. |
|          | 1875–1881 | Bandeira do Império Etíope                                             | Uma tricolor horizontal de vermelho, branco e roxo com o leão de Judá sobreposto no centro. |
|          | 1881–1882 | Bandeira do Quedivato do Egito sob ocupação britânica                  | Idêntico à bandeira anterior. |
|          | 1881–1882 | Bandeira do Império Etíope                                             | 3 penantes triangulares de vermelho, amarelo e verde. |
|          | 1881–1882 | Bandeira usada durante a Guerra Madista e no Sudão Madista             | Um campo de ouro com fronteiras azuis e vermelhas e uma escrita árabe azul no centro. |
|          | 1881–1882 | Estandarte Negro utilizado no Sudão Mahdista                           | Um campo negro simples. |
|          | 1882–1941 | Bandeira do Reino da Itália (Eritreia Italiana)                        | Um tricolor italiano com três pálidos verticais de tamanho igual de verde, branco e vermelho com escudo de Savoia e a coroa real no meio. |
|          | 1882–1941 | Estandarte real do Rei da Itália                                       | Uma bandeira azul com uma águia com coroa e quatro coroas em canto. |
|          | 1938-1941 | Bandeira do vice-rei e do governador-geral da África Oriental Italiana | |
|          | 1941–1952 | Bandeira do Reino Unido (Sudão Anglo-Egípcio)                          | Uma superposição das bandeiras da Inglaterra e da Escócia com a Bandeira de São Patrício (representando a Irlanda). |
|          | 1941–1952 | Estandarte Real do Reino Unido                                         | Uma bandeira das armas do rei, o brasão real do Reino Unido da brasão real do Reino Unido |
|          | 1941–1952 | Bandeira do Reino do Egito (Sudão Anglo-Egípcio)                       | Um campo verde com um crescente branco contendo três estrelas brancas de cinco pontas. |
|          | 1941–1952 | Estandarte do Rei do Egito                                             | Identico à bandeira nacional do Reino do Egito, com a coroa real adicionada no canto superior esquerdo. |
|          | 1952–1962 | Bandeira da Eritreia sob a Federação da Etiópia e da Eritreia          | Um campo azul-luz com um ramo de oliveira vertical verde cercado por uma coroa de oliveira no centro. |
|          | 1952–1974 | Bandeira do Império Etíope                                             | Uma tricolor horizontal de verde, amarelo e vermelho com o Leão de Judá superposto no centro. |
|          | 1952–1974 | Estandarte imperial da Etiópia (obverso)                               | Uma tricolor horizontal de verde, amarelo e vermelho com o Leão de Judá superposto no centro com 5 estrelas de 6 pontas. |
|          | 1952–1974 | Estandarte imperial da Etiópia (inversamente)                          | Uma tricolor horizontal de verde, amarelo e vermelho com a figura de São Jorge e o Dragão superpuxada no centro com 5 estrelas de 6 pontas. |
|          | 1974–1975 | Bandeira do Derg                                                       | Um tricolor horizontal de verde, amarelo e vermelho com o Leão de Judá superposto no centro (sem a coroa e com uma lança). |
|          | 1975–1987 | Bandeira do Derg                                                       | Uma tricolor horizontal de verde, amarelo e vermelho com o Emblema etíope superposto no centro. |
|          | 1987–1991 | Bandeira da República Democrática Popular da Etiópia                   | Uma tricolor horizontal de verde, amarelo e vermelho com o Emblema etíope superposto no centro. |
|          | 1991–1993 | Bandeira do Governo de transição da Etiópia                            | Uma tricolor horizontal de verde, amarelo e vermelho com o Emblema etíope superposto no centro. |
|          | 1961–1991 | Bandeira do EPLF                                                       | Um triângulo de esqueletos iguais vermelhos baseado no lado do levantamento apontado para o lado de voo e depois dividido em dois triângulos retos: o triângulo superior é verde e o triânglo inferior é azul com uma estrela de 5 pontas dourada centrada no lado do levante do triângulo.                                                                     |
|          | 1993–1995 | Bandeira da Eritreia                                                   | Um triângulo de esqueletos iguais vermelhos baseado no lado do levantamento apontado para o lado de mosca e depois dividido em dois triângulos retos: o triângulo superior é verde e o triânglo inferior é azul com um Emblema (1952-1995) em ouro (um ramo de oliveira vertical cercado por uma coroa de oliveira) centrado no lado levantamento do triângulo. |